# Arnaldo Antunes
Arnaldo Augusto Nora Antunes Filho, più conosciuto come Arnaldo Antunes (San Paolo, 2 settembre 1960), è un cantante, compositore, poeta e artista visuale brasiliano.

## Biografia
È stato membro della rock band Titãs, di cui è stato co-fondatore nel 1982 e che ha lasciato dieci anni dopo per iniziare la sua carriera solista. Ha fatto parte del gruppo e del progetto Tribalistas con Marisa Monte e Carlinhos Brown. Ha pubblicato poesie e il suo primo libro è stato stampato nel 1983.

## Discografia

### Con i Titãs
- 1984 - Titãs
- 1985 - Televisão
- 1986 - Cabeça dinossauro
- 1987 - Jesus não tem dentes no país dos banguelas
- 1988 - Go Back (dal vivo)
- 1989 - Õ blésq blom
- 1991 - Tudo ao mesmo tempo agora

### Solista
- 1993 - Nome
- 1995 - Ninguém
- 1996 - O silêncio
- 1998 - Um som
- 2000 - O corpo
- 2001 - Paradeiro
- 2002 - Tribalistas (con Marisa Monte e Carlinhos Brown)
- 2004 - Saiba
- 2006 - Qualquer
- 2007 - Ao vivo no estúdio (dal vivo)
- 2009 - Iê iê iê

### Video
- 1993 - Nome
- 2002 - Tribalistas (con Marisa Monte e Carlinhos Brown)
- 2007 - Ao vivo no estúdio

## Opere letterarie
- Ou e (1983)
- Psia (1986)
- Tudos (1990)
- As Coisas (1992)
- Nome (1993)
- 2 ou + Corpos no mesmo espaço (1997)
- Doble duplo (2000)
- 40 escritos (2000)
- Outro (2001)
- Palavra desordem (2002)
- ET Eu Tu (2003)
- Antologia (2006)
- Frases do tomé aos três anos (2006)
- Como é que chama o nome disso (2006)